# James Roberts Gilmore
James Roberts Gilmore, pseudonym Edmund Kirke, född 1822, död 1903, var en nordamerikansk författare. 
25 år gammal var han chef för ett handelshus i New York; men då han under inbördeskriget miste sin förmögenhet, grundade han tidskriften Continental Monthly, i vilken han skrev en rad skisser av livet i Södern. Av dessa skisser bildade han boken Among the pines, som utkom i New York 1862. Av hans andra skrifter kan nämnas My southern friends (1862), Down in Tennessee (1863), Among the Guerillas och Adrift in Dixie (1863), On the border och Patriot boys (1864) samt Life of Garfield (1864), som såldes i över 80 000 exemplar.